# Sandbild
Sandbilder sind Bilder aus farbigem Sand, die zumeist in symbolischen Handlungen, Gebeten oder Heilzeremonien Verwendung finden. Die Bekanntesten sind die der Tibeter und der Nordamerikanischen Ureinwohner.

## Amerikanische Ureinwohner

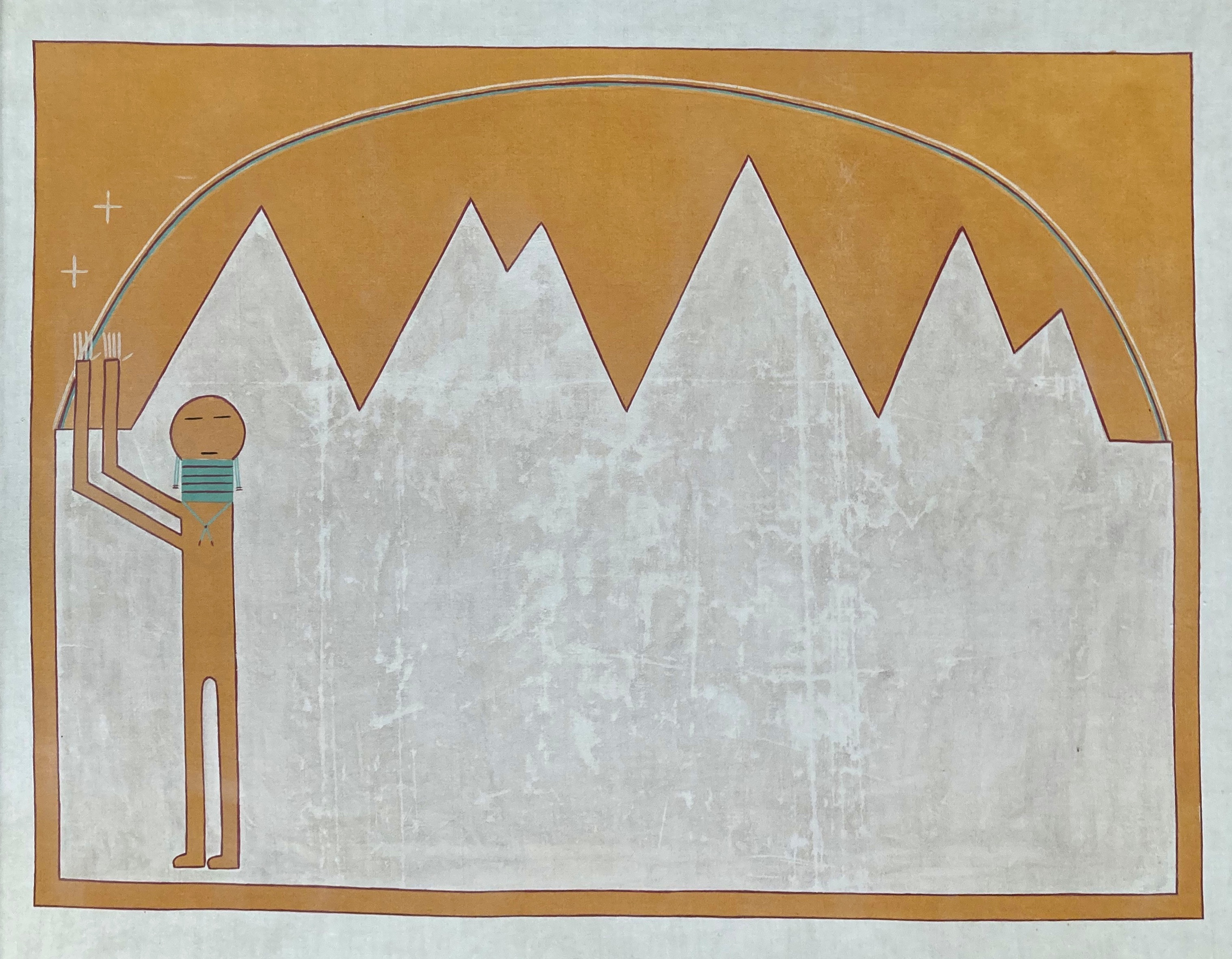
Das "Sanddünen-Monster. Bild im Stil eines Sandpaintings

Die Nordamerikanischen Sandbilder bzw. sandpaintings sind symbolische Bilder, die an bestimmte Zeremonien gebunden sind und ursprünglich aus pulverisiertem rotem, gelbem und weißem Sandstein und zermahlener Holzkohle auf einen hellsandigen und geglätteten Boden „gemalt“ werden. Diese Gemälde können 30 cm, aber auch bis zu fünf Meter Durchmesser betragen. Das Bild muss an einem Tag erstellt und am selben auch wieder zerstört werden. Während einer Heilungszeremonie, einem bis zu mehrere Tage andauernden Ritual mit Gesängen, kann eine ganze Reihe solcher Sandbilder erstellt und wieder gelöscht werden. Die zu behandelnde Person wird dabei während der Zeremonie in ein Sandbild gestellt oder gesetzt.
Die Navajo, die Sandbilder ursprünglich von den Pueblo-Indianern übernahmen und weiterentwickelten, kennen bis zu tausend mit entsprechenden Zeremonien verbundene Sandbilder. Fast die Hälfte davon ist mit Abbildungen dokumentiert und etliche sind im Wheelwright Museum of the American Indian in Santa Fe (New-Mexico) ausgestellt.
Das rechts abgebildete Sanddünen-Monster, im Stil eines sandpaintings, ist Bestandteil der Zeremonie die als „Die Zwei, die zu ihrem Vater gingen“ bezeichnet wird. Es handelt sich dabei um eine Chronik der Zwillings-Kriegsgötter, die eine Reise zu ihrem Vater, der Sonne, unternahmen und dabei viele Prüfungen bestehen mussten, bevor sie die Waffen bekamen, mit denen sie das Monster – Yei-tso, welches die Erde bewohnte besiegen konnten. Das hier abgebildete Sanddünen-Monster konnte unachtsame Reisende durch verschieben von Sanddünen gefangen nehmen und töten. Die Zwillings-Kriegsgötter, hier durch die beiden Kreuze kenntlich gemacht, reisten mit Hilfe eines Regenbogens, der ihnen von Spinnen-Frau gegeben wurde über diese Gefahr hinweg. (Diese Deutung erfolgt nach dem Buch Navajo Sandpainting Art von Mark Bahti und Eugene Baatsoslanii Joe. Rio Nuevo Publishers, Arizona 1978; Revised Edition (14. Oktober 2009))

## Historisches zu denSandpaintings
Seit ca. 1890 wurden die ersten Sandbild-Motive in gewebter Form von Navajo-Weberinnen als sogenannte Zeremonial-Teppiche (engl. ceremonial rugs) verbreitet. Für die folgenden 50 Jahre wurden die Motive zum Teil von Ethnologen, aber auch von Navajos höchstens mit Wasserfarben oder bunten Farbstiften zur Erinnerung aufgezeichnet. Einer der Ersten, wenn nicht der Erste überhaupt, war der Navajo-Medizinmann Fred Stevens, Jr.(1922–1983), auch als Grey Squirrel bekannt, der um 1949 sandpaintings mit Leim auf Holztafeln fixierte. Dies wurde von manchen Heilern als falsch angesehen, andere wiederum sahen darin nicht nur eine gute Möglichkeit, zu etwas Geld zu kommen, sondern nutzten diese Technik auch, im Bewusstsein, dass vieles verloren geht, zur Erstellung von Merktafeln. Allerdings wurden absichtlich Fehler in die fixierten Bilder eingearbeitet, damit die ursprüngliche Kraft der Bilder nur für die Heilungszeremonien erhalten blieb.
Der Ursprung von Krankheit kann im Glauben der Navajo vielfältigster Art sein. Auf jeden Fall ist eine Disharmonie eingetreten, die mittels Gesang und Ritual wieder in eine Harmonie gebracht werden muss. Die Sandbilder werden auf den Boden des Zeremonialortes, meist einem Hogan, mit aus der Natur gewonnenem Farbpulver gestreut. Es werden fünf Hauptfarben verwendet: Schwarz, Weiß, Rot, Ocker und Türkis, die gleichzeitig die fünf Himmelsrichtungen inklusive Zentrum symbolisieren. Überhaupt sind die Navajo-Sandbilder von einer komplexen Symbolik, die in Verbindung mit der Mythologie steht.

## Tibet

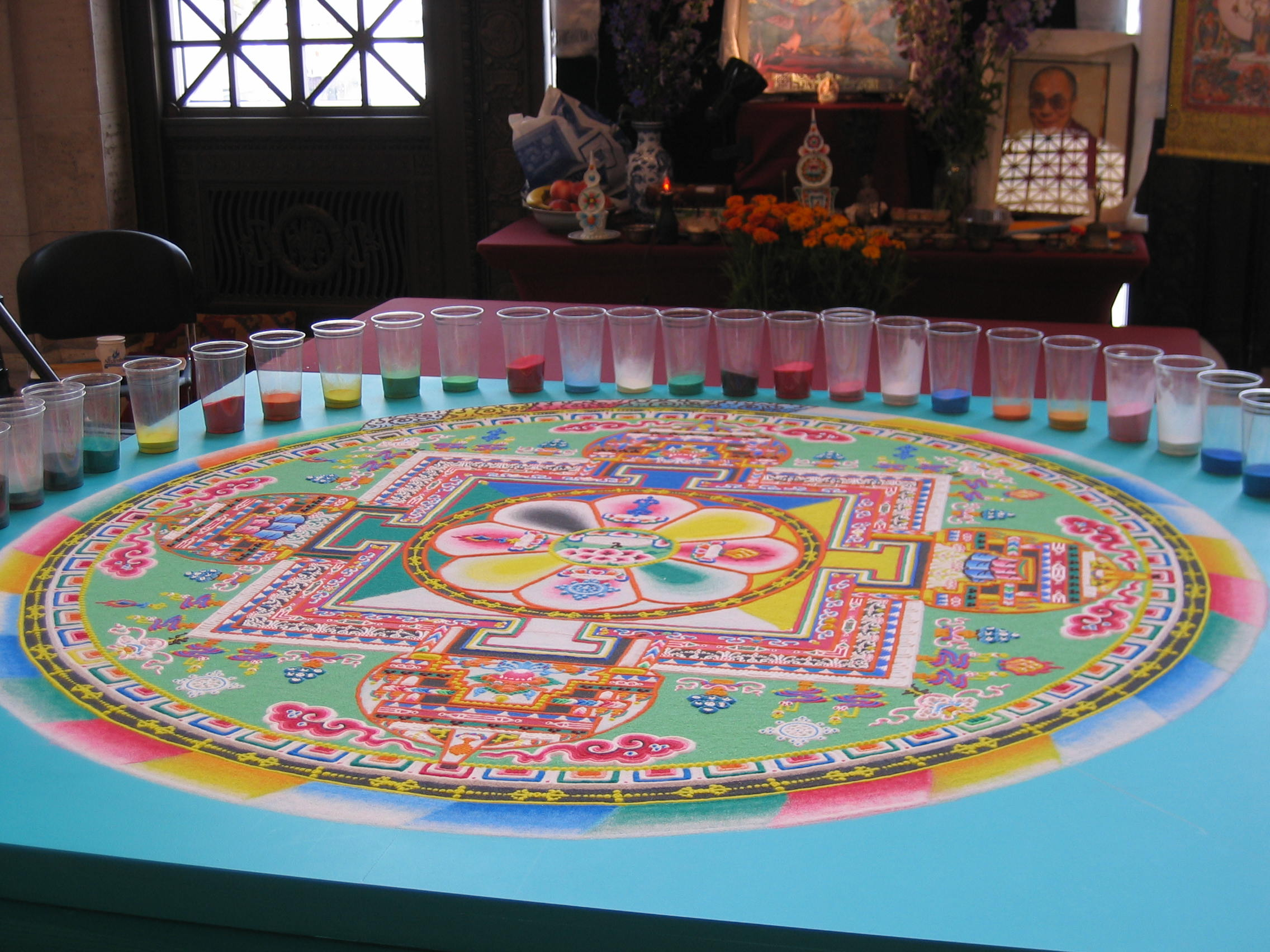
Tibetisches Sandmandala

Im tibetischen Buddhismus werden detailreiche Sandmandalas geschaffen. Diese werden rituell wieder zerstört, um die Vergänglichkeit des Seins zu symbolisieren. Zuerst wird mit Bleistift der Grundriss für das Mandala gezeichnet. Dann wird mit einem sandgefüllten Metallröhrchen puderfeiner, gefärbter Sand entlang der vorgezeichneten Linien gestreut. Das Betrachten eines Mandalas soll gegen die drei Geistesgifte Gier, Hass und Verblendung wirken, vor allem wird es aber zur Unterstützung der Meditation verwendet. In einem abschließenden Ritual wird das Sandmandala zusammengefegt und in einem Gefäß gesammelt. Der bunte Sand wird daraufhin in ein fließendes Gewässer geschüttet oder dem Wind übergeben.

## Bewegte Sandbilder

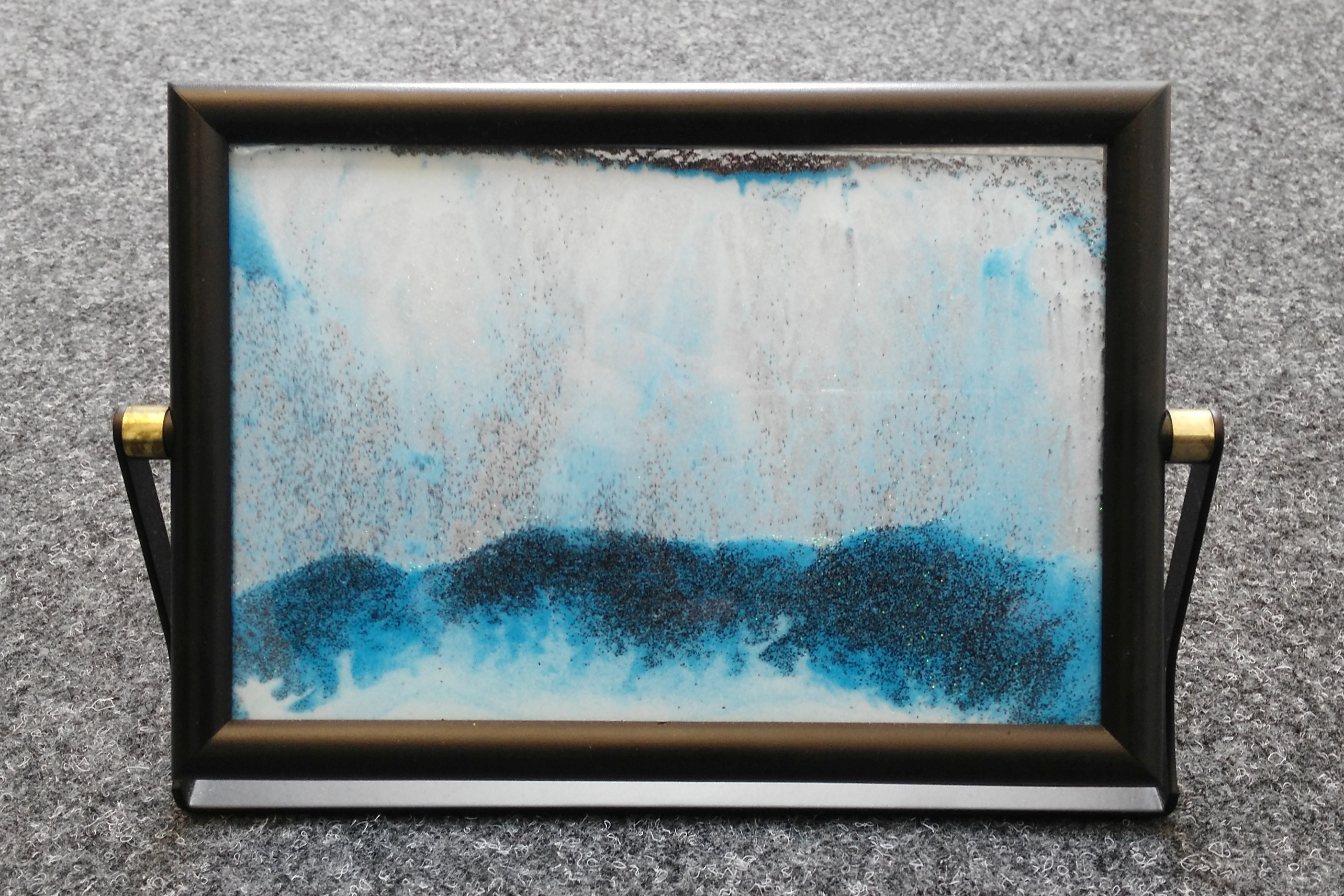
Dreht man die Konstruktion, vermischen sich die unterschiedlich schweren Sandkörner in der Flüssigkeit zu immer neuen Bildern

Eine neuere Art der Sandbilder wird aus Öl, verschiedenen Sandmischungen und Luft hergestellt. Dabei werden die Materialien in einem schmalen Spalt zwischen zwei Glasplatten eingeschlossen.
Durch die Schwerkraft rieselt der Sand zu Boden; diese Bewegung wird durch die im Wasser aufsteigenden Luftblasen gebremst oder verhindert. Ein Umdrehen des Bildes startet diesen Vorgang neu. Die Verwendung von verschiedenfarbigen Sanden ergibt dabei immer wieder neue Muster, die an Landschaften erinnern.

## Klebefolien Sandbilder
Klebefolien Sandbilder sind mit Mustern vorgeschnittene Klebefolien, von denen man mit Hilfe eines Piksers zunächst die Konturen des Musters entfernt und diese mit (schwarzem) Sand befüllt.
Auf der Klebeschicht bleibt dieser haften.
Anschließend löst man nach und nach die weiteren Flächen der Vorlage und besandet sie mit Farben eigener Wahl, bis 100 % des Bildes mit Sand bedeckt sind.
Einzelne Flächen können auch mehrfarbig koloriert werden.

## Bodenprofile (Lackprofile)
Die Bezeichnung Sandbild wird auch für natürliche Bodenprofile aus Sand- und Kiesgruben verwendet, die in ihrer Struktur und Farbenvielfalt oftmals an abstrakte Gemälde erinnern. Um 1930 entwickelten Wissenschaftler eine Methode, die es erlaubt, Schichten aus Lockermaterial mit einem geeigneten Lack zu verfestigen, in ungestörtem Zustand aus dem natürlichen Verbund zu lösen, auf Holzplatten zu fixieren und dauerhaft als Lackabzug zu erhalten.